# 허계임
허계임(許季任, 1773년 ~ 1839년 9월 26일)은 조선의 천주교 박해 때에 순교한 한국 천주교의 103위 성인 중에 한 사람이다. 세례명은 막달레나(Magdalena)이다.

## 생애
그녀는 경기도 용인의 한 이교도 집안에서 태어났다. 그녀는 경기도 봉천리에 있는 한 이교도 이씨 집안으로 시집왔고, 중년에 시누이 이매임 테레사의 권유로 천주교에 입교했다. 그녀는 그녀의 남편이 개종했으면 하는 바람은 이루지 못했지만, 자식들이 개종하는데에는 일조하였다. 후일에 그녀의 딸들 중 이영희 막달레나는 1839년 7월 20일에 순교했고, 같은 해 9월 3일에는 이정희 바르바라도 순교하였다.
1839년 3월에 그녀는 성사를 받으러 한양으로 올라왔다. 그녀는 시누이 이매임과 두 딸 이영희와 이정희가 사는 집에 머물던 중 교우 남명혁 다미아노와 이광헌 아우구스티노의 용감한 순교 소식을 계기로, 두 딸과 시누이, 동료 김성임 마르타 그리고 김 루치아 등과 함께 자수를 결심하고 1839년 4월 11일에 남명혁 다미아노의 집을 경계하던 포졸들에게 묵주를 보이며 천주교 신자임을 알리고 자수하였다.
허계임의 옥중 생활에 대해서는 많은 기록이 남아 있지 않은데, 그녀는 격심한 고문을 받았지만, 용기와 인내로 온갖 고통을 견뎌냈다는 것이 그것에 대해 알려진 대부분이다. 그녀의 용기는 그녀의 두 딸 이영희와 이정희의 용기만큼 위대했다. 그 두 순교자의 어머니 또한 순교자가 된 것이다. 그 영광스러운 순교자 가족은 하느님의 은총이다.
허계임은 1839년 9월 26일에 서소문 바깥에서 여덟 명의 교우와 함께 참수되었다. 그렇게 그녀는 67세의 나이로 순교하였다.

## 시복 · 시성
허계임 막달레나는 1925년 7월 5일에 로마 성 베드로 광장에서 교황 비오 11세가 집전한 79위 시복식을 통해 복자 품에 올랐고, 1984년 5월 6일에 서울특별시 여의도에서 한국 천주교 창립 200주년을 기념하여 방한한 교황 요한 바오로 2세가 집전한 미사 중에 이뤄진 103위 시성식을 통해 성인 품에 올랐다.

## 참고 문헌
- 가톨릭 사전: 허계임
- (영어) Catholic Bishop's Conference Of Korea. 103 Martryr Saints: 허계임 막달레나 Magdalena Ho Kye-im 보관됨 2014-10-19 - 웨이백 머신